# Kardinál červený
Kardinál červený (Cardinalis cardinalis) je 21–23 cm dlouhý pěvec z čeledi kardinálovitých.

## Popis
Samec je karmínově červený a na hrdle má černé opeření, samice je žlutohnědě olivová. Má nápadně dlouhý ocas, silný zašpičatělý zobák vhodný k rozbíjení tvrdších semen a na hlavě vztyčitelnou chocholku. Ozývá se hlasem tvořeným výraznými a melodickými tóny.

## Rozšíření a biotop
Vyskytuje se na okrajích lesů, v parcích, zahradách a v blízkosti bažin v jižní a východní části Severní Ameriky, Mexiku, Belize, Guatemale a na Bermudských ostrovech. 

## Hnízdění
Samec je po celý rok teritoriální, nejagresivnější je přitom v době rozmnožování. Při námluvách samec do zobáku samice vkládá zralý plod a čeká, zda jej samice přijme. Ročně má 2 až 4 snůšky, přičemž v jedné obvykle bývají 3 až 4 vejce.

## Potrava
Kardinál červený je všežravec, ale jeho hlavní složku potravy tvoří rostlinná strava (semena, plody, květy, listy a jiné části rostlin), občas chytají i menší hmyz. 

## Vztah s lidmi
V minulosti byl v Americe velice exklusivním domácím mazlíčkem, v současné době je však ilegální chov kardinálů červených přísně zakázán.
Kardinál červený je státním ptákem v Illinois, Indianě, Kentucky, Ohiu, Severní Karolíně, Virginii a Západní Virginii. Je symbolem baseballového klubu St. Louis Cardinals a fotbalového klubu Arizona Cardinals.